# برنان موریس
برنان موریس (به انگلیسی: Brennan Morris) (زادهٔ ۲ نوامبر ۱۹۹۰) شناگر اهل ایالات متحده آمریکا است.